# CDPD
CDPD（Cellular Digital Packet Data）は、AMPS規格の携帯電話が通常使っている帯域（800MHzから900MHz）のうち使われていない帯域幅をデータ転送に利用する方式。転送速度は最大で19.2kビット毎秒である。
1990年代初期に開発され、当時としては先進的技術だった。しかし、MobitexやDataTacなどのもっと低速で安価な規格になかなか打ち勝てず、広く採用される前にもっと高速なGPRSなどがシェアを占めるようになった。
CDPDは消費者にはほとんど提供されなかった。AT&Tワイヤレスは当初アメリカ合衆国でこれを PocketNet というブランドで提供した。一般消費者向けの無線インターネットサービスとしては世界でも最初の部類に入る。Omnisky という会社は Palm V 向けのサービスを提供した。シンギュラー・ワイヤレスは後に Wireless Internet というブランド名でCDPDを提供した（同社の GPRS/EDGE のブランドである Wireless Internet Express とは異なる）。PocketNet は一般にスプリントの Wireless Web などの2Gサービスと競合して敗退したと見なされている。AT&Tワイヤレスは PocketNet 対応の携帯電話を4機種発売した後（2機種はパナソニック製、他は三菱電機製とエリクソン製）、対応機器を発売しなくなった。
一般市場では成功とは言えなかったが、CDPDはいくつかの大企業と政府のネットワークで採用された。テレメトリー用機器向け（機器間通信）としては第1世代の無線データ方式として特に成功し、治安関連のモバイルデータ端末としても成功している。
2004年、アメリカ合衆国の主要通信事業者はCDPDサービスの停止計画を発表した。2005年7月、AT&Tワイヤレスとシンギュラー・ワイヤレスのCDPDネットワークが停止となった。